# Elecciones al Parlamento Europeo de 1994 (Bélgica)
En las elecciones al Parlamento Europeo de 1994 en Bélgica, celebradas en junio, se escogió a los representantes de dicho país para la cuarta legislatura del Parlamento Europeo. El número de escaños asignado a Bélgica pasó de 24 a 25.

## Resultados
| Datos de participación | Datos de participación | Datos de participación |
| ---------------------- | ---------------------- | ---------------------- |
| Censo electoral        | 7.211.311              | 100%                   |
| Votantes               | 6.537.968              | 90,7                   |
| Abstención             | 673.343                | 9,3                    |
| A candidatura          | 5.966.755              |                        |

| ← Elecciones al Parlamento Europeo de 1994 →                                 |           |       |         |
| Partido                                                                      | Votos     | %     | Escaños |
| Partido Popular Cristiano (CVP)                                              | 1.013.266 | 16,98 | 4       |
| Partido Socialista (francófono) (PS)                                         | 684.962   | 11,48 | 3       |
| Liberales y Demócratas Flamencos (VLD)                                       | 678.421   | 11,37 | 3       |
| Partido Socialista (neerlandófono) (SP)                                      | 651.371   | 10,92 | 3       |
| Partido Reformista Liberal - Frente Democrático de los Francófonos (PRL-FDF) | 549.414   | 9,21  | 3       |
| Vlaams Blok (VB)                                                             | 463.919   | 7,78  | 2       |
| Partido Social Cristiano (PSC)                                               | 432.197   | 7,24  | 3       |
| Anders Gaan Leven (AGALEV)                                                   | 396.198   | 6,64  | 1       |
| Ecologistas Confederados (ECOLO)                                             | 296.573   | 4,97  | 1       |
| Unión Popular (VU)                                                           | 262.043   | 4,39  | 1       |
| Frente Nacional (FN)                                                         | 175.732   | 2,95  | 1       |
| Waardig Ouder Worden (WOW)                                                   | 127.504   | 2,14  | 0       |
| Partido del Trabajo de Bélgica (PTB-PVDA)                                    | 59.270    | 0,99  | 0       |
| Vanguardia de Iniciativa Regionalista (AGIR)                                 | 42.917    | 0,72  | 0       |
| Izquierda Unida (GU)                                                         | 35.977    | 0,60  | 0       |
| Belgique-Europa-België (BEB)                                                 | 24.132    | 0,40  | 0       |
| Partido de la Ley Natural (NWP)                                              | 19.930    | 0,33  | 0       |
| RGB (RGB)                                                                    | 15.549    | 0,26  | 0       |
| SUD (SUD)                                                                    | 14.054    | 0,24  | 0       |
| LETD (LETD)                                                                  | 8.822     | 0,15  | 0       |
| Partido Humanista (PH-HP)                                                    | 6.385     | 0,11  | 0       |
| Partido de los Belgas Germanófonos (PDB)                                     | 5.945     | 0,10  | 0       |
| JUROPA (JUROPA)                                                              | 1.969     | 0,03  | 0       |
| Partido del Trabajo de Bélgica (PAB)                                         | 205       | 0,00  | 0       |